# Cimarron (1960)
Cimarron (bra: Cimarron - Jornada da Vida) é um filme estadunidense de 1960 dos gêneros "Western" e "Épico", dirigido por Anthony Mann. O roteiro é baseado no romance homônimo de Edna Ferber. Esse filme foi o primeiro dos três dirigidos por Anthony Mann, contados em estilo épico: os outros foram El Cid e The Fall of the Roman Empire. Foi o primeiro filme em "CinemaScope" transmitido pela RTP em 1969, no sistema "Widescreen", em que os créditos iniciais e finais são exibidos com a imagem "CinemaScope", e o restante filme é aproximado para a imagem normal do ecrã da TV, o que foi muito criticado na época. Foi assim, até 2012, que todos os filmes em CinemaScope foram transmitidos na televisão portuguesa durante muitos anos.

## Elenco
- Glenn Ford como Yancey "Cimarron" Cravat
- Maria Schell como Sabra Cravat
- Anne Baxter como Dixie Lee
- Harry Morgan como Jessie Rickey
- Russ Tamblyn como Cherokee Kid
- Lili Darvas como Felicia Venable
- Arthur O'Connell como Tom Wyatt
- Mercedes McCambridge como Senhora Sarah Wyatt
- Vic Morrow como Wes Jennings
- Robert Keith como Sam Pegler
- Aline MacMahon como Senhora Pegler
- Charles McGraw como Bob Yountis
- David Opatoshu como Sol Levy
- Edgar Buchanan como juiz Neal Hefner
- Mary Wickes como Senhora Neal Hefner

## Sinopse
Em 1889, o advogado, ex-jornalista e aventureiro Yancey "Cimarron" Cravat se casa com uma dama do Sul e resolve retornar ao Oeste, tentando conseguir as terras com as quais sonhara construir um rancho e criar gado, aproveitando a "Corrida pela terra" iniciada com a concessão do governo americano de vários hectares de Oklahoma para a colonização, adquiridos dos índios. Dentre os vários competidores pelas terras, Yancey reencontra antigos amigos, como o dono de jornal Sam Pegler, a prostituta Dixie Kee e o filho de um falecido conhecido, que agora se tornara o jovem arruaceiro "Cherokee Kid". E também faz alguns amigos novos, como a família pobre de Tom Wyatt e o judeu Sol Levy. Dixie, que sabia do desejo de Yancey, o engana e fica com as terras que ele queria, com isso tentando fazer com que o aventureiro abandone a esposa e fique com ela. Yancey desiste da terra mas permanece com a esposa no território, fundando um jornal no nascente povoado de Osage. Idealista, Yancey se envolve em várias disputas e tiroteios inclusive por se revoltar contra as injustiças cometidas contra os índios. Sua esposa teme pela sua segurança e Yancey acaba deixando-a sob o pretexto de uma nova "corrida de terras", a da "Faixa Cherokee" em 1893. Depois vai para o Alasca e para Cuba, na guerra contra os espanhois. Sua esposa aguarda seu retorno junto do filho do casal e cuida do jornal, com a ajuda de Jessie Rickey e do agora financista judeu Sol Levy. Depois das corridas pelas terras, a descoberta de petróleo traz novas mundanças à sociedade de Osage.

## Adaptações de Edna Ferber
Na década de 1950 houve um interesse renovado pela obra de Edna Ferber. Show Boat, que já havia sido filmado em 1929 e 1936, foi adaptado para um musical de sucesso em 1951. So Big, anteriormente levado ao cinema em 1932 e Giant, foram as produções seguintes, respectivamente em 1953 e 1956. Em 1960, a MGM e Warner Bros. competiram pelos direitos das histórias de Ferber. Warner produziu Ice Palace e a MGM refilmou Cimarron. Essa foi a última adaptação para o cinema de Ferber até 2008.
O remake de Cimarron trouxe muitas mudanças, tanto em relação ao livro quanto da primeira filmagem (de 1931). Com o "Movimento dos Direitos Civis" ganhando corpo na década de 1960, o roteiro de Arnold Schulman introduziu na história o tema da luta pelo reconhecimento dos direitos dos nativos americanos.

## Indicações
- O filme foi indicado ao Oscar por "Melhor Direção de Arte" (George W. Davis, Addison Hehr, Henry Grace, Hugh Hunt e Otto Siegel); e Melhor Som.[2]